# 科尔贝斯
科尔贝斯（法語：Corbès，法語發音：[kɔʁbɛs]）是法国加尔省的一个市镇，位于该省西北部，属于阿莱斯区。

## 地理
科尔贝斯（44°4'34"N, 3°57'15"E）面积3.28 平方千米，位于法国奧克西塔尼大區加尔省，该省份为法国南部沿海省份，南端濒地中海，北起顺时针与阿尔代什省、沃克吕兹省、罗讷河口省、埃罗省、阿韦龙省和洛泽尔省接壤。
与科尔贝斯接壤的市镇（或旧市镇、城区）包括：昂迪兹、热内拉尔格。

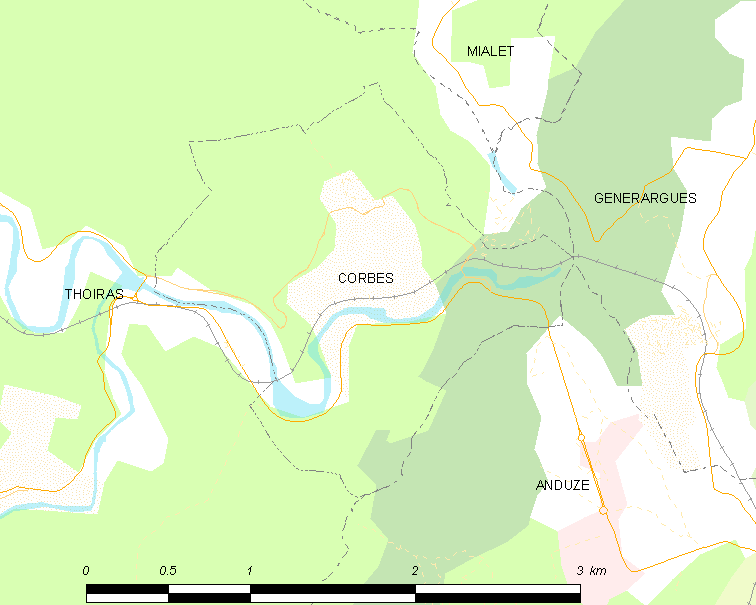
科尔贝斯的OSM定位图

科尔贝斯的时区为UTC+01:00、UTC+02:00（夏令时）。

## 行政
科尔贝斯的邮政编码为30140，INSEE市镇编码为30094。

## 政治
科尔贝斯所属的省级选区为拉格朗孔布县。

## 人口

1962-2008年间科尔贝斯人口变化图示

科尔贝斯于2022年1月1日时的人口数量为156人。